# Nickelodeon Kids' Choice Awards 2005
De Nickelodeon Kids' Choice Awards 2005 was de 18e editie van de jaarlijkse Nickelodeon Kids' Choice Awards, gehouden op 2 april 2005 in het Pauley Pavilion te Los Angeles, Californië. De show werd gepresenteerd door Ben Stiller en er waren onder andere optredens van Will Smith en Simple Plan.

## Prijzen

### Film
| Categorie                              | Winnaar                           | Andere genomineerden |
| -------------------------------------- | --------------------------------- | --- |
| Favoriete film                         | The Incredibles                   | Harry Potter en de Gevangene van Azkaban Shrek 2 Spider-Man 2                                                                   |
| Favoriete filmacteur                   | Adam Sandler - 50 First Dates     | Jim Carrey - Lemony Snicket's A Series of Unfortunate Events Tim Allen - Christmas with the Kranks Tobey Maguire - Spider-Man 2 |
| Favoriete filmactrice                  | Hilary Duff - A Cinderella Story  | Drew Barrymore - 50 First Dates Halle Berry - Catwoman Lindsay Lohan - Mean Girls                                               |
| Favoriete stem in een geanimeerde film | Will Smith - Shark Tale als Oscar | Cameron Diaz - Shrek 2 als Prinses Fiona Eddie Murphy - Shrek 2 als Donkey Mike Myers - Shrek 2 als Shrek                       |

### Televisie
| Categorie                  | Winnaar                        | Andere genomineerden                                                                                   |
| -------------------------- | ------------------------------ | --- |
| Favoriete televisieshow    | American Idol                  | Drake & Josh Fear Factor Lizzie McGuire                                                                |
| Favoriete cartoon          | SpongeBob SquarePants          | Ed, Edd 'n Eddy The Fairly OddParents The Simpsons                                                     |
| Favoriete televisieacteur  | Romeo Miller - Romeo!          | Ashton Kutcher - That '70s Show Bernie Mac - The Bernie Mac Show Frankie Muniz - Malcolm in the Middle |
| Favoriete televisieactrice | Raven-Symoné - That's So Raven | Alyssa Milano - Charmed Eve - Eve Hilary Duff - Lizzie McGuire                                         |

### Muziek
| Categorie          | Winnaar        | Andere genomineerden                                                                         |
| ------------------ | -------------- | -------------------------------------------------------------------------------------------- |
| Favoriet nummer    | Usher - "Burn" | Britney Spears - "Toxic" Usher ft. Alicia Keys - "My Boo" Destiny's Child - "Lose My Breath" |
| Favoriete zanger   | Usher          | Chingy Nelly LL Cool J                                                                       |
| Favoriete zangeres | Avril Lavigne  | Alicia Keys Beyoncé Hilary Duff                                                              |
| Favoriete band     | Green Day      | The Black Eyed Peas Destiny's Child Outkast                                                  |

### Overig
| Categorie                     | Winnaar                        | Andere genomineerden                                     |
| ----------------------------- | ------------------------------ | -------------------------------------------------------- |
| Favoriete game                | Shrek 2                        | Scooby Doo 2: Monsters Unleashed Shark Tale Spider-Man 2 |
| Favoriet boek                 | A Series of Unfortunate Events | A Wrinkle in Time Harry Potter Holes                     |
| Favoriete sporter             | Tony Hawk                      | Alex Rodriguez Mia Hamm Shaquille O'Neal                 |
| Het grootste verborgen talent | Jamie Foxx                     | -                                                        |
| "Wannabe Award"               | Queen Latifah                  | -                                                        |

The Big Ballot · 1988 · 1989 · 1990 · 1991 · 1992 · 1993 · 1994 · 1995 · 1996 · 1997 · 1998 · 1999 · 2000 · 2001 · 2002 · 2002 · 2003 · 2004 · 2005 · 2006 · 2007 · 2008 · 2009 · 2010 · 2011 · 2012 · 2013 · 2014 · 2015 · 2016 · 2017